# Vodder Sogn
Vodder Sogn er et sogn i Tønder Provsti (Ribe Stift).
Vodder Sogn hørte til Hviding Herred i Tønder Amt. Vodder sognekommune blev ved kommunalreformen i 1970 indlemmet i Skærbæk Kommune, der ved strukturreformen i 2007 indgik i Tønder Kommune.
I Vodder Sogn ligger Vodder Kirke. Sognet hørte indtil 2007 til Tørninglen Provsti, og kirken har det karakteristiske Tørninglen-spir, der er rejst over 4 trekantgavle.
I sognet findes følgende autoriserede stednavne:
- Birkelev (bebyggelse, ejerlav)
- Birkelev Nørremark (bebyggelse)
- Birkelev Søndermark (bebyggelse)
- Frifelt (bebyggelse)
- Gammelby (bebyggelse)
- Gejlbjerg (bebyggelse)
- Gånsager (bebyggelse, ejerlav)
- Holbæk (bebyggelse)
- Lindet Skov (bebyggelse)
- Renbækgård (bebyggelse)
- Sønderhede (bebyggelse)
- Vodder (bebyggelse, ejerlav)
- Vrå (bebyggelse)
- Østerhede (bebyggelse)
- Østerlund (bebyggelse)
- Åved (bebyggelse)

## Afstemningsresultat
Folkeafstemningen ved Genforeningen i 1920 gav i Vodder Sogn 481 stemmer for Danmark, 31 for Tyskland. Af vælgerne var 108 tilrejst fra Danmark, 6 fra Tyskland. 